# Resolució 935 del Consell de Seguretat de les Nacions Unides
La Resolució 935 del Consell de Seguretat de les Nacions Unides fou adoptada per unanimitat l'1 de juliol de 1994. Després de recordar totes les resolucions del Consell de Seguretat sobre Rwanda, especialment la 918 (1994) i la 925 (1994), el Consell va demanar al Secretari General Boutros Boutros-Ghali que creés una Comissió d'Experts per investigar les violacions del dret internacional humanitari durant el genocidi de Ruanda.
El Consell va destacar la necessitat del desplegament anticipat de la Missió d'Assistència de les Nacions Unides per a Ruanda perquè pogués complir el seu mandat. Es van recordar les declaracions del President del Consell de Seguretat de les Nacions Unides i del Secretari General sobre violacions del dret internacional humanitari a Ruanda, i el Consell va assenyalar que només una investigació completa podria establir els fets del que es va produir i, per tant, determinar-ne la responsabilitat. Es va donar la benvinguda a la visita de l'Alt Comissionat de les Nacions Unides per als Drets Humans i al nomenament d'un Relator Especial per a Rwanda.
Va expressar preocupació pels continus informes d'assassinats sistemàtics a Ruanda, inclosos els informes de genocidi i assenyalant que els responsables dels actes comesos s'havien de portar a la justícia. En aquest sentit, el Consell va demanar al Secretari General que establís una Comissió imparcial d'experts per investigar els informes de violacions del dret internacional humanitari i informar al Secretari General. Es va instar a tots els estats i organitzacions internacionals a recollir informació de manera semblant a la Comissió d'Experts i, a més, en violacions de la Convenció sobre la prevenció i la sanció del delicte de genocidi, fent que la informació es recopilés en un termini de 30 dies de l'aprovació de la present resolució.
Es va demanar al Secretari General que informés al Consell sobre l'establiment de la Comissió d'Experts i que informés sobre les seves conclusions en un termini de quatre mesos. També es va demanar al Secretari General, juntament amb l'Alt Comissionat per als Drets Humans, que la informació presentada al Relator Especial per a Rwanda estigués a disposició de la Comissió. Es va instar a tots els interessats a cooperar amb la Comissió perquè complís el seu mandat.